# Турея (приток Большой Нигвы)
Турея — река в Мещовском районе Калужской области России. Устье реки находится в 4,1 км по правому берегу реки Большой Нигвы. Длина — 21 км, площадь водосборного бассейна — 85 км². На реке расположен районный центр — город Мещовск.
Система водного объекта: Большая Нигва → Серёна → Жиздра → Ока → Волга → Каспийское море.

## Данные водного реестра
По данным государственного водного реестра России относится к Окскому бассейновому округу, водохозяйственный участок реки — Ока от города Белёв до города Калуга, без рек Упа и Угра, речной подбассейн реки — бассейны притоков Оки до впадения Мокши. Речной бассейн реки — Ока.
Код объекта в государственном водном реестре — 09010100512110000020292.